# Канадский музей науки и технологии
Канадский музей науки и технологии, (англ. Canada Science and Technology Museum, фр. Musée des sciences et de la technologie du Canada) — музей в городе Оттава. Расположен на бульваре Сен-Лоран к югу от федерального шоссе Квинсуэй. Основан в 1967 году.
Включает многочисленные постоянные экспозиции: железнодорожный транспорт Канады, канадская автопромышленность, история развития науки и технологий в Канаде, космические технологии, и ряд других. В музее ежедневно проводится несколько интерактивных представлений (темы: криогеника, электричество и др.) Музей интересен как для взрослых, так и для детей, поскольку включает многочисленные аттракционы на научную тематику.
C 2001 года рассматривается вопрос о переносе музея в другое здание в связи с нехваткой пространства в нынешнем помещении. В настоящее время рассматриваются 4 варианта: запад района Лебретон-Флетс (ныне обширный пустырь около Канадского военного музея), на Роклиффском шоссе рядом с Музеем авиации и космоса, либо в соседнем городе Гатино — в парке Жака Картье на улице Лорье или на улице Монкальм.